# フレッシュ (2022年の映画)
『フレッシュ』（原題：Fresh）は、2022年制作のアメリカ合衆国のコメディ・スリラー映画。アメリカでは2022年3月4日にHuluで配信。日本では同日にDisney+で配信された。

## あらすじ
出会い系アプリに疲れきっていたノアはある日、スーパーでスティーヴという魅力的な男性に出会う。
ノアはスティーヴに電話番号を渡し、週末の休暇を彼の別荘で過ごすことになる。だが、スティーヴに次第に不穏な動きが見られるようになる。

## キャスト
※括弧内は日本語吹替。
- ノア：デイジー・エドガー＝ジョーンズ（種市桃子）
- スティーヴ：セバスチャン・スタン（白石充）
- ジョージョー・T・ギッブス
- アンドレア・バン
- ダイオ・オケニイ
- シャルロット・ルボン
- ブレット・ディーア

## 評価
レビュー・アグリゲーターのRotten Tomatoesでは192件のレビューで支持率は81%、平均点は7.10/10となった。Metacriticでは34件のレビューを基に加重平均値が67/100となった。